# Hrvoje Karas
Hrvoje Karas (12. rujna 1991. ) hrvatski vozač motocrossa i supercrossa, višestruki prvak Hrvatske u raznim klasama... 

## Životopis
Motocrossom se bavi još od malih nogu, s utrkama započinje 2003. godine u klasi MX85. 
2007. godine prelazi u seniorsku klasu MX2, dok od 2013. nastupa u najjačoj klasi MX-Open.
U svakoj je od spomenutih klasa uzeo naslov prvaka Hrvatske. 
Tijekom karijere ostvario je i uspjehe na nekim međunarodnim natjecanjima. 
Nekoliko puta predstavljao je Hrvatsku, kao član reprezentacije na najvećem motocross natjecanju, Svjetskom kupu nacija.
Aktivno sudjeluje na međunarodnim utrkama, ponajviše Europskom prvenstvu EMX-Open, gdje trenutno zauzima šesto mjesto.

## Rezultati
2015:
- Godina počinje loše - već na prvoj prvoj utrci sezone ozlijeđuje nogu, što ga unazađuje od samog lova za prvenstvo. Trenutno zauzima treće mjesto u klasi MX-Open.
- Usprkos lošijim rezultatima unutar prvenstva Hrvatske, trenutno je najbolje plasirani Hrvatski vozač u europskom prvenstvu EMX-Open, drži ukupno 6. poziciju.

2014:
- Tijekom predsezonskih priprema teže ozlijedio koljeno, stoga je sam početak sezone loše krenuo. Zbog ozljede, nastupa tek na par utrka EMX-Open prvenstva..Unutar prvenstva Hrvatske zavšava kao viceprvak Hrvatske, iza Marka Leljaka.

2013:
- Prelazi u najjaču klasu MX-Open, gdje osvaja Prvenstvo Hrvatske u svojoj prvoj sezoni. Iste godine je nastupio i na europskom prvenstvu klase EMX-Open gdje je zauzeo ukupno sedmo mjesto[1] (nastupivši na 5 od ukupno 6 utrka).
- Godina će mu ostati i u posebnom sjećenju zbog postignuća na svjetskoj razini.
- Ostvario je svojevrstan vrhunac karijere - zauzevši ukupno 9. mjesto na utrci MX3 svjetskog prvenstva u Ukrajini.
- Hrvatsku predstavlja kao reprezentativac na Svjetskom kupu nacija (Motocross of Nations/MXoN)
- Također je od strane HMS-a(Hrvatskog Motociklističkog Saveza) je izabran kao motociklist godine 2013.

2012:
Prvak Hrvatske, klasa MX2 (ostvarivši ukupno 6 pobjeda), također osvaja naslov i u supercross klasi SX2.
2011:
- Viceprvak Hrvatske u klasi MX2
- Nastup kao reprezentativac Hrvatske na: Europskom kupu nacija (Motocross of European Nations/MXoEN) i Svjetskom kupu nacija (Motocross of Nations/MXoN)

2010:
Četvrti u prvenstvu Hrvatske, klasa MX2 (zbog ozljede) 
2008. i 2009:
Ukupno treći u prvenstvu Hrvatske, klasa MX2
2007 - Prva seniorska sezona u klasi MX2
Četvrti u prvenstvu Hrvatske 
2006:
- Prvak Hrvatske, klasa MX85
- Prvak Alpe-Adria prvenstva, klasa MX85

2005:
Prvak Hrvatske, klasa MX85 
2004:
Doprvak Hrvatske, klasa MX85     
2003:
Prva sezona u klasi MX85.

## Vanjske poveznice
- Facebook

- Gostovanje u emisiji MX-Magazin Kreator TV-a